# Marcus Iunius Pennus (Konsul 167 v. Chr.)
Marcus Iunius Pennus entstammte dem römischen Geschlecht der Iunier und war 167 v. Chr. Konsul.
Marcus Iunius Pennus hatte laut der Filiation der Fasti Capitolini einen gleichnamigen Vater und Großvater und war demnach der Sohn des Stadtprätors von 201 v. Chr. 172 v. Chr. wurde er zum Prätor gewählt und erhielt in dieser Funktion die Statthalterschaft von Hispania citerior übertragen. Er verlangte vom Senat dringend Verstärkungstruppen, die aber erst ankamen, als er seine Provinz seinem Nachfolger übergeben musste. Fünf Jahre später, 167 v. Chr., stieg er gemeinsam mit Quintus Aelius Paetus zum Konsulat auf. Dass damit zwei Plebejer in das höchste römische Staatsamt gewählt worden waren, könnte nach einer Vermutung des Althistorikers Friedrich Münzer gegen den Widerstand der Mehrheit der Senatoren erfolgt sein. Diese sorgte dann im Gegenzug dafür, dass die beiden Konsuln den undankbaren Auftrag erhielten, gegen die Ligurer Krieg zu führen. Tatsächlich brachten Iunius Pennus und sein Amtskollege keinen Erfolg gegen diesen Stamm zustande. Wegen einer von der Insel Rhodos angereisten Delegation konsultierte Iunius Pennus den Senat.
Sein gleichnamiger Sohn war Volkstribun 126 v. Chr.